# Операция «Отто»
Операция «Отто» — одна из операций сил вермахта и армии Независимого государства Хорватии в годы Второй мировой войны, закончившаяся неудачей.

## Ход операции
Операция проводилась с 19 по 21 апреля 1943 года с целью ликвидации партизанской группы у горы Грмеч. Для этого немецко-хорватские силы расположились на линии Босански-Нови — Босанска-Крупа — Босански-Петровац — Ключ — Сански-Мост. 20 апреля 1943 года части 114-й егерской дивизии, отдельный батальон 187-й резервной дивизии, 3-й домобранский полк 2-й пехотной дивизии и части 10-го полка 4-й пехотной дивизии двинулись навстречу частями 4-й краинской дивизии НОАЮ с целью её разгрома.
В течение следующих двух дней части дивизии ловко уклонялись от столкновения с противником и сумели выйти из кольца. В результате немцы и хорваты не сумели взять партизан в кольцо, и отряд в составе 900 человек сумел выйти на дорогу Бихач — Босанска-Крупа. Операция провалилась с треском.